# Rio Kennebec
O rio Kennebec é um rio que com  270 km de extensão está localizado no estado do Maine. Nasce no lago Moosehead na região centro-oeste do estado e deságua no Golfo do Maine. O rio flui suavemente durante grande parte do seu curso, e espécies como salmão-do-atlântico, esturjão e robalo sobem as sua águas para desova.
Próximo a sua foz está instalado o estaleiro Bath Iron Works.
O nome Kennebec originário da língua Abenaki falada pelos povos nativos dos Estados Unidos da região e significa grande corpo água ou ainda baía grande.

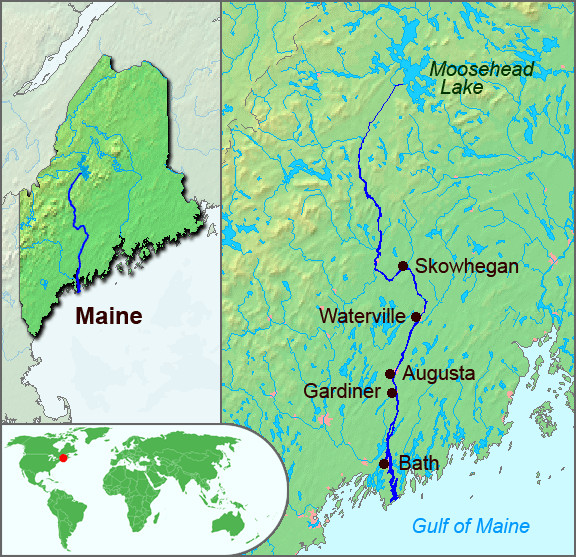
Mapa de localização.